# 今井千鶴子
今井 千鶴子（いまい ちづこ、1928年6月16日 - 2025年7月4日）は、俳人。

## 人物・来歴
元波止浜町長の今井五郎と俳人の今井つる女の長女として東京に生まれる。両親からの影響で早くから句作し、東京女子大学国語科を卒業後、星野立子主宰の「玉藻」社に勤務。高濱虚子の口述筆記を行うなどした。1989年、深見けん二らとともに「珊」創刊。2008年、句集 『過ぎゆく』により第8回俳句四季大賞受賞。他の句集に『吾子』『梅丘』『花の日々』など。「ホトトギス」「玉藻」同人。日本伝統俳句協会理事。愛媛俳壇、南日本新聞俳壇選者。娘の今井肖子も俳人。
2025年7月4日、肺炎により東京都内で死去。97歳没。

## 著書
- 『吾子 今井千鶴子集』(現代俳句選書 東京美術, 1981.3
- 『帰京』(玉藻俳句叢書) 東京美術, 1982.11
- 『梅丘 今井千鶴子句集』(今日の俳句叢書 角川書店, 1995.6
- 『過ぎゆく 句集』角川書店, 2007.6

### 共編著
- 『俳句添削教室』大串章,今井杏太郎,吉田鴻司共著. 角川書店, 1996.3
- 『吾亦紅 今井つる女句集』編 (ふらんす堂文庫) 1998.8
- 『現代俳句大事典』稲畑汀子,大岡信,鷹羽狩行監修, 山下一海,宇多喜代子,大串章,片山由美子,栗田やすし,仁平勝,長谷川櫂,三村純也共編. 三省堂, 2005.11